# Club Deportivo Balonmano Atlético Valladolid/Statistik
Dies ist ein Unterartikel zu Club Deportivo Balonmano Atlético Valladolid und enthält Statistiken und Kader zu diesem spanischen Handballverein.

## Spielzeiten

### 2025/2026
Diie Saison 2025/2026 der 1. Liga beginnt im Sommer 2025.
Team:
- Tor: César Pérez,[2] Juan Manuel Bar[3]
- Außen: Alejandro Díaz Montero, Miguel Camino de la Cal,[4] Tao Gey-Emparan, Jorge Serrano,
- Rückraum: Rares-Marian Fodorean, Gustavo Oliveira, Pablo Herrero,[5] Martin Karapalevski, Alejandro Pisonero,[6] Stjepan Jozinović, Jose Toledo[7]
- Kreis: Guilherme Carvalho Cabral, Mahmoud Abdel Azize, Lucas Ribeiro
- Trainer: David Pisonero
- Zugänge: Alejandro Díaz Montero (Caserío Ciudad Real), Tao Gey-Emparan (Bidaso Irun),[8] Jorge Serrano (TVB Stuttgart), Rares-Marian Fodorean (BM Cangas), Stjepan Jozinović (BM Sinfin), Guilherme Carvalho Cabral (Benfica Lissabon)
- Abgänge: Eduardo Calle (Saran Loiret Handball), Miguel Martínez Lobato (BM Ciudad de Logroño), Álvaro Martínez (BM Ciudad de Logroño), Dimitar Dimitrioski (RK Prilep), Pedro Martinez (BM Villa de Aranda), Nicolò D'Antino (BM Cangas), Manu García

### 2024/2025
In der Spielzeit 2024/2025 der 1. Liga kam der Verein auf den 7. Platz mit 33 Punkten aus 14 Siegen und fünf Unentschieden bei elf Niederlagen, das Torverhältnis betrug 909:896. Im April gelang ein Sieg gegen den die Liga dominierenden FC Barcelona (26:24).
In der Copa del Rey schied die Mannschaft im Viertelfinale gegen den FC Barcelona aus (23:37).
 Team:
- Tor: César Pérez (14 Spiele, 61 Paraden),[2] Juan Manuel Bar (30 Spiele, 263 Paraden, 2 Tore),[3] Gerard Forns
- Außen: Gustavo Oliveira, Miguel Camino de la Cal (28 Spiele, 61 Tore),[4] Nicolò D'Antino (21 Spiele, 76 Tore),[10] Manu García (15 Spiele, 11 Tore)[11]
- Rückraum: Martin Karapalevski, Gustavo Oliveira, Pablo Herrero (30 Spiele, 40 Tore),[5] Alejandro Pisonero (21 Spiele, 73 Tore),[6] Jose Toledo (30 Spiele, 99 Tore),[7] Edu Calle (17 Spiele, 37 Tore),[12] Miguel Martínez (30 Spiele, 106 Tore)[13]
- Kreis: Lucas Ribeiro, Mahmoud Abdel Azize, Álvaro Martínez (30 Spiele, 174 Tore),[14] Pedro Martinez (30 Spiele, 2 Tore)[15]
- Trainer: David Pisonero
- Zugänge: Juan Manuel Bar (BM Anaitasuna), Martin Karapalevski (RK Vardar), Gerard Forns (Handbol Club Eivissa), Gustavo Oliveira (Benfica Lissabon), Lucas Ribeiro (Póvoa AC), Mahmoud Abdel Azize (Leihe, Al-Ahly)
- Abgänge: Robert Rosell (US Ivry Handball), Darko Dimitrievski (EON Alicante), Afonso Lima (Karriereende), Tarcisio Freitas (BM Granollers), Benedek Nagy (HBW Balingen-Weilstetten), Felipe Garcia Fuentes (?)

### 2023/2024
Die Saison 2023/2024 der 1. Liga beendet das Team auf dem 7. Platz (31 Punkte, 900:910 Tore; 15 Siege, ein Unentschiieden, 14 Niederlagen). Die Heimspiele des Vereins in der Liga wurden von durchschnittlich 1.823 Zuschauern besucht.
Das Team schied in der Copa del Rey in der zweiten Runde im März 2024 nach einem 41:43 beim Zweitligisten ID Energy Caserío de Ciudad Real aus.
Team:
- Tor: César Pérez (19 Spiele, 128 Paraden)[2], Yeray Lamariano  (12 Spiele, 27 Paraden),[17] Felipe García (15 Spiele, 57 Paraden, ein Tor),[18] Benedek Nagy (8 Spiele, 97 Paraden),[19] Enrique Llorente (6 Spiele, 2 Paraden)[20]
- Außen: Dimitar Dimitrioski (24 Spiele, 52 Tore)[21], Miguel Camino de la Cal (30 Spiele, 57 Tore)[4], Nicolò D'Antino (15 Spiele, 60 Tore)[10], Manu García (17 Spiele, 23 Tore)[11], Francisco de Fuentes (6 Spiele, 3 Tore)[22]
- Rückraum: Edu Calle (30 Spiele, 67 Tore)[12], Tarcisio Freitas (30 Spiele, 107 Tore)[23], Pablo Herrero (24 Spiele, 30 Tore)[5], Darko Dimitrievski (28 Spiele, 60 Tore)[24], Afonso Lima (29 Spiele, 84 Tore)[25], Alejandro Pisonero (23 Spiele, 63 Tore)[6], Jose Toledo (29 Spiele, 84 Tore)[7], Miguel Martínez (28 Spiele, 45 Tore)[13]
- Kreis: Álvaro Martínez (30 Spiele, 141 Tore)[14], Pedro Martinez (30 Spiele, 7 Tore)[15], Robert Rosell (30 Spiele, 16 Tore)[26]
- Trainer: David Pisonero
- Zugänge: Afonso Lima (AA Águas Santas),[27] Eduardo Calle (TM Benidorm),[28] Nicoló D´Antino (BM Nava),[29] Felipe García (Ritec BM Águilas, ab Januar 2024)[30], Benedek Nagy (Telekom Veszprém, März 2024)[31]
- Abgänge: Henrique Petter[32] (BM Ciudad de Málaga), Borja Méndez[32] (BM Nava), Oriol Blanco[32] (EÓN Alicante), Daniel Virulegio (Tubos Aranda),[33] Nicolás García (BM Guadalajara),[34], Yeray Lamariano (Karriereende, Januar 2024)[35]

### 2022/2023
In der Saison 2022/2023 der Liga Asobal belegte der Verein den 10. Platz (25 Punkte, 868:917 Tore; elf Siege, drei Unentschieden und 16 Niederlagen). Die Heimspiele in der Liga Asobal wurden von insgesamt 22.206 Zuschauern besucht, das war eine Steigerung von 27 Prozent. (Durchschnitt: 1.480).
In der Copa del Rey schied die Mannschaft im Halbfinale gegen Logroño La Rioja aus (27:29).
Team:
- Tor: Cesar Pérez (30 Spiele, 209 Paraden, 3 Tore)[2], Yeray Lamariano (30 Spiele, 129 Paraden, 1 Tor[17]), Nicolás García (11 Spiele)[37]
- Außen: Dimitar Dimitrioski (29 Spiele, 57 Tore)[21], Miguel Camino de la Cal (30 Spiele, 54 Tore)[4], Oriol Blanco (13 Spiele, 20 Tore)[38], Nicolò D'Antino (16 Spiele, 85 Tore)[10], Manu García (2 Spiele, 3 Tore)[11]
- Rückraum: Tarcisio Freitas (24 Spiele, 91 Tore)[23], Pablo Herrero (28 Spiele, 50 Tore)[5], Henrique José Petter (13 Spiele, 5 Tore)[39], Darko Dimitrievski (28 Spiele, 88 Tore)[24], Borja Méndez (30 Spiele, 128 Tore)[40], Alejandro Pisonero (5 Spiele, 9 Tore)[6], Miguel Martínez (12 Spiele, 23 Tore)[13], Jose Toledo (22 Spiele, 61 Tore)[7], Lucas Bolea (ein Spiel, ein Tor)[41], Gonzalo Diez (6 Spiele, 3 Tore)[42], Rodrigo Falcucci (5 Spiele, kein Tor)[43]
- Kreis: Álvaro Martínez (30 Spiele, 148 Tore)[14], Pedro Martinez (30 Spiele, 15 Tore)[15], Robert Rosell (30 Spiele, 23 Tore)[26], Daniel Virulegio (22 Spiele, kein Tor)[44]
- Trainer: David Pisonero